# Іштван Шофрон
Іштван Шофрон (угор. Sofron István; народився 24 лютого 1988 у м. М'єркуря-Чук, Румунія) — угорський хокеїст, нападник. Виступає за «Альба Волан» (Секешфехервар) в Австрійській хокейній лізі. 
Виступав за «Фехерварі Тітанок», «Альба Волан» (Секешфехервар).
У складі національної збірної Угорщини учасник чемпіонатів світу 2010 (дивізіон I) і 2011 (дивізіон I). У складі молодіжної збірної Угорщини учасник чемпіонату світу 2008 (дивізіон I).
Чемпіон Угорщини (2008, 2009, 2010).